# District de Knittelfeld
Le district de Knittelfeld est une ancienne subdivision territoriale du land de Styrie en Autriche. Le district est fusionné avec le district de Judenburg le 1er janvier 2013 au nouveau district de Murtal.

## Géographie

### Lieux administratifs voisins
|                       |  | District de Leoben    |
| District de Judenburg |  |                       |
|                       |  | District de Voitsberg |

## Communes
Le district de Knittelfeld était subdivisé en 14 communes :
- Apfelberg
- Feistritz bei Knittelfeld
- Flatschach
- Gaal
- Grosslobming
- Kleinlobming
- Knittelfeld
- Kobenz
- Rachau
- Sankt Lorenzen bei Knittelfeld
- Sankt Marein bei Knittelfeld
- Sankt Margarethen bei Knittelfeld
- Seckau
- Spielberg bei Knittelfeld